# 공정환
공정환(孔正煥, 1976년 2월 15일 ~ )은 대한민국의 모델, 가수, 배우이다.

## 출연작

### 드라마
KBS
- 1999년 KBS2 주간시트콤 《오 해피데이》
- 2010년 KBS2 수목드라마 《추노》 - 황철웅 수하 역
- 2010년 KBS1 대하드라마 《근초고왕》 - 을마흘(쇠노) 역
- 2011년 KBS2 아침드라마 《두근두근 달콤》 - 강기훈 역
- 2011년 ~ 2012년 KBS2 주말드라마 《오작교 형제들》 - 공지환 역
- 2012년 KBS1 대하드라마 《대왕의 꿈》 - 부여 융 역
- 2013년 KBS2 월화드라마 《굿 닥터》 - 신경외과 이 교수 역
- 2015년 KBS2 월화드라마 《블러드》 - 제라드 김 역
- 2015년 KBS1 대하드라마 《징비록》 - 낙상지 역
- 2015년 KBS2 일일드라마 《다 잘될 거야》 - 구종달 역
- 2016년 KBS2 수목드라마 《오 마이 금비》 - 은수 아버지 역
- 2018년 KBS2 일일드라마 《인형의 집》 - 피에르 장 (장혁필) 역[1]
- 2020년 KBS2 월화드라마 《좀비탐정》 - (특별출연)
- 2021년 KBS2 금요드라마 《이미테이션》 - 박 대표 역
- 2023년 KBS2 대하드라마 《고려거란전쟁》- 김치양 역
- 2025년 KBS2 주말드라마 《독수리 5형제를 부탁해!》- 박상남 역

MBC
- 2005년 MBC 월화드라마 《달콤한 스파이》
- 2006년 MBC 주간시트콤 《소울메이트》 - 공정환 역
- 2008년 MBC 가정의달 특집극 《우리들의 해피엔딩》
- 2012년 MBC 월화드라마 《빛과 그림자》 - 안도성 역
- 2013년 MBC 주말드라마 《백년의 유산》 - 석준 역 (특별출연)
- 2014년 MBC 일일드라마 《엄마의 정원》 - 변태수 역
- 2016년 MBC 수목드라마 《굿바이 미스터 블랙》 - 김성민 검사 역
- 2016년 MBC 일일드라마 《워킹 맘 육아 대디》 - 박혁기 역[2]
- 2017년 MBC 수목드라마 《군주 - 가면의 주인》
- 2017년 MBC 수목드라마 《병원선》 - 상필 역
- 2018년 MBC 수목드라마 《손 꼭 잡고, 지는 석양을 바라보자》 - 박영근 역
- 2019년 MBC 수목드라마 《신입사관 구해령》 - 구재경 역
- 2024년 MBC 일일드라마 《용감무쌍 용수정》 - 장명철 역[3] (본작의 진 최종 보스)
- 2024년 MBC 금토드라마 《백설공주에게 죽음을-Black Out》 - 박형식 역

SBS
- 2010년 SBS 월화드라마 《아테나: 전쟁의 여신》 - 서민혁 역
- 2018년 SBS 주말드라마 《운명과 분노》 - 태정호 역
- 2019년 SBS 수목드라마 《절대 그이》 - 고지석 역

타 방송사 드라마
- 2008년 OCN 금요드라마 《여사부일체》 - 고정하 역
- 2011년 OCN 일요드라마 《뱀파이어 검사 시즌 1》 - 박훈 역
- 2012년 tvN 월화드라마 《로맨스가 필요해 2012》 - 이장우 역
- 2012년 OCN 일요드라마 《뱀파이어 검사 시즌 2》 - 박훈 역
- 2013년 tvN 월화드라마 《이웃집 꽃미남》 - 오재환 역
- 2014년 TV조선 금토드라마 《불꽃 속으로》 - 정상호 역
- 2015년 OCN 일요드라마 《귀신 보는 형사 처용 2》 - 건물주 역
- 2015년 JTBC 주말드라마 《송곳》 - 고진희 역
- 2016년 tvN 금토드라마 《굿 와이프》
- 2016년 tvN 금토드라마 《신데렐라와 네명의 기사》 - 강영진 역
- 2017년 tvN 수목드라마 《크리미널 마인드》 - 조영훈 역
- 2019년 OCN 수목드라마 《빙의》
- 2019년 tvN 월화드라마 《60일, 지정생존자》 - 강대한 역
- 2022년 파라마운트+ 목요드라마 《헤일로》 시즌 1 - 진 하 역
- 2023년 ENA 수목드라마 《딜리버리 맨!》 - 진숙의 남편 역
- 2023년 tvN 주말드라마 《판도라: 조작된 낙원》 - 조규태 역
- 2023년 ENA 월화드라마 《종이달》 - 최기현 역
- 2024년 OCN 단막극 《O'PENing - 수령인》 - 황태영 역

### 영화
- 2003년 《별》 - 직원 1 역
- 2004년 《풀리쉬 게임》 - 구본 역
- 2006년 《시간》 - 남자 2 역
- 2007년 《상사부일체》 - 박준수 소장 역
- 2008년 《고사: 피의 중간고사》 - 이치영 역
- 2008년 《영화는 영화다》 - 성민 역
- 2009년 《결혼식 후에》 - 사채업자 1 역
- 2009년 《걸프렌즈》 - 미카엘 역 (우정출연)
- 2009년 《전우치》 - 도우미/요괴 역 (본작의 중간 보스 2)
- 2010년 《황해》 - 전필규 역
- 2011년 《아테나: 더 무비》
- 2011년 《퍼펙트 게임》 - 유두열 역
- 2012년 《공모자들》 - 용철 역
- 2012년 《차이나 블루》 - 노래방 취객 1 역
- 2013년 《완전 소중한 사랑》 - 은태 역
- 2014년 《조선미녀삼총사》 - 임금 역 (우정출연)
- 2014년 《백프로》 - 정환 역
- 2016년 《판도라》 - 정무수석 역
- 2017년 《미스 푸줏간》 - 이기욱 역
- 2017년 《공조》 - 성강 역 (본작의 서브-메인 빌런이자 중간 보스)
- 2017년 《우리들의 일기》 - 서울건달 1 역
- 2018년 《돌아와요 부산항애》 - 공상두 역 (본작의 메인 빌런이자 최종 보스)
- 2018년 《창궐》 - 금위장 역
- 2019년 《나쁜 녀석들: 더 무비》 - 남명석 역 (우정출연)
- 2019년 《사회인》 - 정원호 역
- 2020년 《특수요원》 - 북한 특수요원 N1 역 (본작의 메인 빌런이자 최종 보스)
- 2021년 《핫 블러드》 - 창수 역
- 2022년 《한산: 용의 출현》 - 고바야카와 다카카게 역
- 2024년 《바리데기》 - 원고명 역
- 2024년 《카브리올레》 - CEO 역 (특별출연)

### 뮤지컬
- 2002년 《홍가와라》

### 연극
- 2003년 《햄릿》 - 햄릿 왕자 역(주인공)

### 라디오 프로그램
- 2015년 EBS FM 《EBS 책 읽는 라디오 낭독 시리즈》

#### 예능
- 《슈퍼 TV 일요일은 즐거워 - 출발 드림팀》(KBS2, 2001년)

## 앨범
- 1998년 오락실 - 《1집 5Rock室》
- 2004년 올드보이 - 《1집 One Step》

## 수상
- 2023년 제2회 양산영화제 최우수 연기상